# 盛筱珊

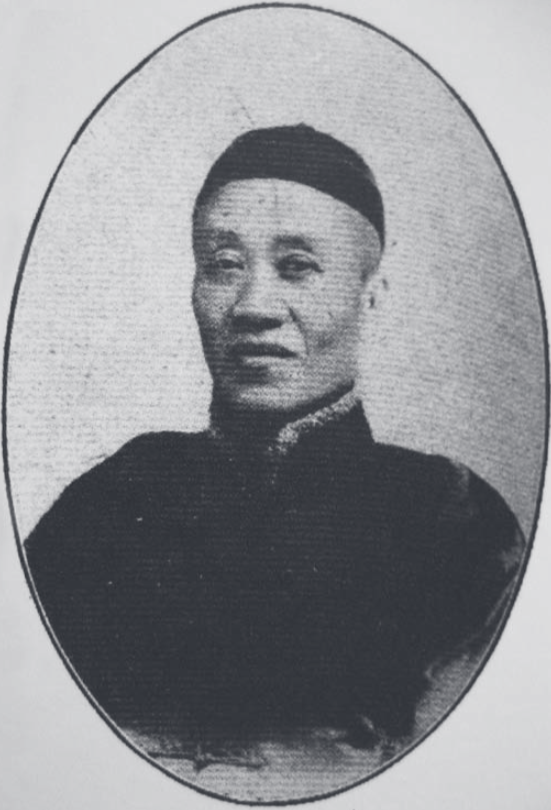
盛筱珊

盛筱珊（1877年—？），清末民国上海工商业巨擘，曾任中华民国财政部钱业管理会议主席。

## 生平
浙江慈溪县人，另说镇海县骆驼人。早年投资宁波通源钱庄，是大股东。后赴上海，任上海桕墅方家赓裕钱庄经理。民国7年（1918年），亦投资设上海志诚钱庄。又投资中國化學工業社（方液仙创办）、中和商業儲蓄銀行，均任董事。任上海市錢業同業公會第一、二、三届会董、第二届副会长，中华民国财政部錢業聯合準備庫執行委員、管理会议主席，亦任民国上海总商会第五届会董。反对国民政府改银本位为“洋本位”（即与外国货币挂钩），认为一旦实施银行可任意发钞， 会造成通货膨胀。
盛嗜古如痴，亦是海上大收藏家，与海派诸家交往密切，自己亦能书法绘画。海派画家柳濱曾作《桃熟千秋》祝盛60大寿，是海派花鸟名画。
盛亦热衷慈善，曾斥资疏通浙东运河，又在家乡镇海兴建骆驼桥。1919年9月斥资赈济江浙水灾。又斥资建义庄如慈城云华堂，购义田让失去土地的灾民耕种，并建孤儿院抚养失去父母之孤儿。